# Bardo (boeddhisme)
Bardo (Tibetaans, in het Sanskriet: antarabhãva, sambbavesi, wat letterlijk 'tussen twee' betekent) is een term uit het Tibetaans boeddhisme.
Om de betekenis te omschrijven worden in Nederlandse vertalingen verschillende begrippen gebruikt: overgangstoestand, overgangsstadium, tussenstaat of tussentoestand.
In het westen denkt men meestal dat met bardo alleen de drie overgangstoestanden bedoeld worden, waar iemand doorheen moet gaan tussen zijn sterven en zijn wedergeboorte en die gedetailleerd beschreven worden in het Tibetaans dodenboek (Tibetaans: Bardo Thodöl).
Het Tibetaans boeddhisme kent zes bardo's:
1. de Tussenstaat van het leven: Kye Ne-Bardo,
2. de Tussenstaat van de droomtoestand: Milam-Bardo,
3. de Tussenstaat van de meditatie: Samten-Bardo,
4. de Tussenstaat van het stervensproces: het Chikai-Bardo,
5. de toestand na de dood, de Tussenstaat van de Werkelijkheid: het Chonyi-Bardo,
6. de Tussenstaat van het zoeken naar de wedergeboorte in Samsara: het Sipai-Bardo.

Een ander literair genre zijn de verhalen over de delok, overledenen die in staat van bardo de onderwereld bezoeken.